# 첨지중추부사
첨지중추부사(僉知中樞府事)는 조선 시대 중추원에 속하는 정삼품 무관이다. 첨지로 줄여부르기도 하였다.

## 개요
조선 초 삼군부를 계승한 중추원은 병기(兵機)·군정(軍政)·숙위(宿衛)·경비(警備)·차섭(差攝) 등의 일을 맡아 보았다. 세조 12년(1466년) 중추부로 이름을 바꾸면서 영사(領事 : 정1품) 1인, 판사(判事 : 종1품) 2인, 지사(知事 : 정2품) 2인, 동지사(同知事 : 종2품) 7인, 첨지사(정3품) 8인, 경력(經歷 : 종4품) 1인, 도사(都事 : 종5품) 1인을 두었으며 경아전(京衙前)의 녹사(綠事) 4인, 서리(書吏) 6인이 이에 속하였다.

## 인물
조선 시대에 첨지중추부사를 지낸 사람들 가운데 유명한 인물로는 다음과 같은 사람들이 있다.
- 정상기: 동국대지도를 제작한 학자.
- 정선: 인왕제색도 등을 그린 화가.
- 유득공: 발해고를 저술한 학자.
- 한성근: 병인양요 때 문수산성에서 프랑스 군대와 격전을 벌인 무관.
- 윤선도: 조선시대 문인[2]

연산군 때의 도적 홍길동은 충주일대의 관아를 무리를 이끌고 습격하며 첨지중추부사 행세를 하기도 하였다.

## 속담
- 돈만 있으면 개도 멍첨지: 조선 후기 매관매직을 풍자한 속담[4]